# Marco Vanoli

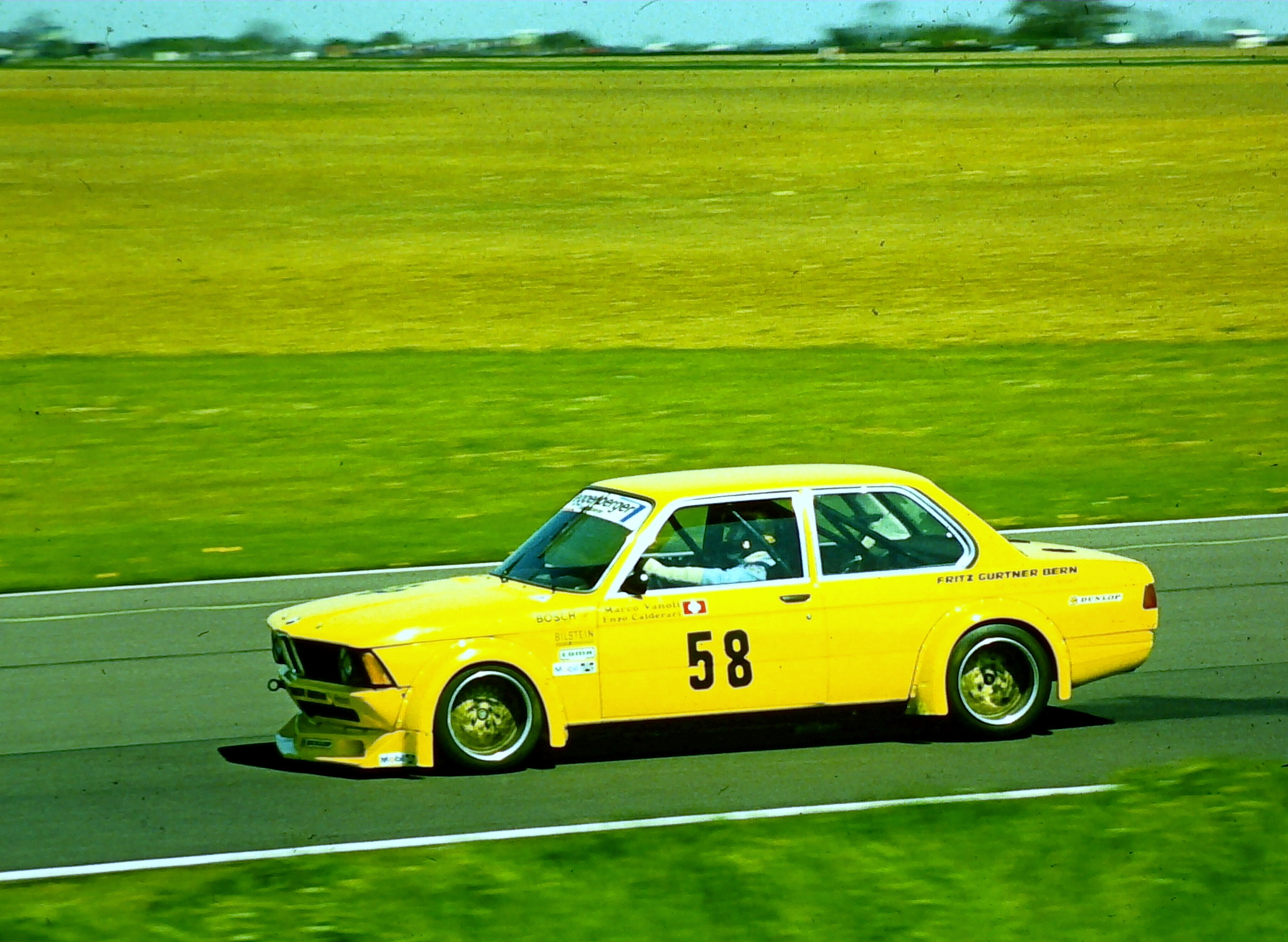
Marco Vanoli im BMW 320I beim 6-Stunden-Rennen von Silverstone 1980

Marco Vanoli (* 2. Mai 1949 in Luzern) ist ein Schweizer Unternehmer und ehemaliger Automobilrennfahrer.

## Unternehmer
Marco Vanoli ist in dritter Generation Vorstandsvorsitzender der Vanoli AG. Das Unternehmen, das sich mit dem Gleisbau und der Vermietung von Gleisbaumaschinen beschäftigt, wurde von Carlo Vanoli, dem Großvater, 1932 in Thalwil gegründet. Heute befindet sich der Firmensitz in Samstagern.

## Karriere im Motorsport
Marco Vanoli war viele Jahre im Motorsport als Amateur-Rennfahrer tätig und erzielte dabei Erfolge, die einer professionellen Karriere nahekam. Diese begann Mitte der 1970er-Jahre im Touren- und Sportwagensport. Erste Rennen bestritt er in der Deutschen Rennsport- und der Tourenwagen-Europameisterschaft. 1979 stieg er in die Sportwagen-Weltmeisterschaft ein. Gemeinsam mit seinen Landsleuten Angelo Pallavicini und Herbert Müller belegte er auf einem Porsche 934 ein überraschenden vierten Gesamtrang beim 1979. Auf den drittplatzierten Kremer-Porsche 935/77A von Laurent Ferrier, François Sérvanin und François Trisconi fehlte nach 24-Stunden-Fahrzeit nur eine halbe Runde. Der Rang reichte jedoch zum Gewinn der Rennklasse für GT-Fahrzeuge bis 3-Liter-Hubraum. Das 6-Stunden-Rennen von Pergusa beendete er mit Partner Pallavicini als Gesamtdritter und fuhr damit bei einem Weltmeisterschaftslauf zum ersten Mal aufs Podium.
1980 wurde er Gesamtsechster der Tourenwagen-Europameisterschaft. Partner im Eggenberger Motorsport-BMW 320i war Enzo Calderari. Diese gute Platzierung im Gesamtklassement konnte er in den folgenden beiden Jahren wiederholen. 1981 wurde er Fünfter und 1982 erneut Sechster in der Endwertung.
Seinen einzigen Rennsieg – neben 16. Klassensiegen – feierte er 1983 beim 3-Stunden-Rennen von Hockenheim; gemeinsam mit Calderari im BMW M1. Vanoli war bis 1986 als Fahrer aktiv. Seinen letzten Einsatz hatte er beim Le-Mans-Rennen dieses Jahres, wo der eingesetzte Alba AR3 wegen eines Motorschadens vorzeitig ausfiel.

## Statistik

### Le-Mans-Ergebnisse
| Jahr | Team                       | Fahrzeug    | Teamkollege        | Teamkollege    | Platzierung            | Ausfallgrund      |
| ---- | -------------------------- | ----------- | ------------------ | -------------- | ---------------------- | ----------------- |
| 1979 | Lubrifilm Racing Team      | Porsche 934 | Angelo Pallavicini | Herbert Müller | Rang 4 und Klassensieg |                   |
| 1983 | Scuderia Jolly Club        | Alba AR2    | Martino Finotto    | Carlo Facetti  | Ausfall                | Chassis gebrochen |
| 1984 | Scuderia Jolly Club        | Alba AR2    | Martino Finotto    | Carlo Facetti  | Rang 21                |                   |
| 1985 | Angelo Pallavicini         | BMW M1      | Angelo Pallavicini | Enzo Calderari | Ausfall                | Motorschaden      |
| 1986 | Luigi Taverna Technoracing | Alba AR3    | Luigi Taverna      | Toni Palma     | Ausfall                | Motorschaden      |

### Einzelergebnisse in der Sportwagen-Weltmeisterschaft
| Saison | Team                                | Rennwagen                       | 1   | 2   | 3   | 4   | 5   | 6   | 7   | 8   | 9   | 10  | 11  | 12  | 13  | 14  | 15  | 16  | 17  |
| ------ | ----------------------------------- | ------------------------------- | --- | --- | --- | --- | --- | --- | --- | --- | --- | --- | --- | --- | --- | --- | --- | --- | --- |
| 1978   | Angelo Pallavicini                  | Porsche 934                     | DAY | SEB | MUG | TAL | DIJ | SIL | NÜR | LEM | MIS | DAY | WAT | VAL | ROD |     |     |     |     |
| 1978   | Angelo Pallavicini                  | Porsche 934                     |     |     |     |     |     |     |     |     | 7   |     |     | 9   |     |     |     |     |     |
| 1979   | Lubrifilm Racing Angelo Pallavicini | Porsche 934 Porsche Carrera RSR | DAY | SEB | MUG | TAL | DIJ | RIV | SIL | NÜR | LEM | PER | DAY | WAT | SPA | BRH | ROA | VAL | ELS |
| 1979   | Lubrifilm Racing Angelo Pallavicini | Porsche 934 Porsche Carrera RSR | 10  |     | 5   |     | 11  |     | DNF | 10  | 4   | 3   |     |     |     | 9   |     | 12  |     |
| 1980   | Eggenberger Motorsport              | BMW 320                         | DAY | BRH | SEB | MUG | MON | RIV | SIL | NÜR | LEM | DAY | WAT | SPA | MOS | ROA | VAL | DIJ |     |
| 1980   | Eggenberger Motorsport              | BMW 320                         |     |     |     |     |     |     | 11  |     |     |     |     |     |     |     | DNF |     |     |
| 1981   | Rennsport Zürich BMW Italia         | Porsche 924 BMW M1              | DAY | SEB | MUG | MON | RIV | SIL | NÜR | LEM | PER | DAY | WAT | SPA | MOS | ROA | BRH |     |     |
| 1981   | Rennsport Zürich BMW Italia         | Porsche 924 BMW M1              |     |     | 13  |     |     | 9   |     |     | DNF |     |     |     |     |     |     |     |     |
| 1982   | BMW Italia                          | BMW M1                          | MON | SIL | NÜR | LEM | SPA | MUG | FUJ | BRH |     |     |     |     |     |     |     |     |     |
| 1982   | BMW Italia                          | BMW M1                          |     | DNF |     |     |     |     |     |     |     |     |     |     |     |     |     |     |     |
| 1983   | Jolly Club                          | Alba AR2                        | MON | SIL | NÜR | LEM | SPA | FUJ | KYA |     |     |     |     |     |     |     |     |     |     |
| 1983   | Jolly Club                          | Alba AR2                        |     |     |     | DNF |     |     | DNF |     |     |     |     |     |     |     |     |     |     |
| 1984   | Jolly Club                          | Alba AR2                        | MON | SIL | LEM | NÜR | BRH | MOS | SPA | IMO | FUJ | KYA | SAN |     |     |     |     |     |     |
| 1984   | Jolly Club                          | Alba AR2                        |     | 12  | 21  |     |     |     | 15  |     | DNF |     |     |     |     |     |     |     |     |
| 1985   | Angelo Pallavicini Carma            | BMW M1 Alba AR2                 | MUG | MON | SIL | LEM | HOK | MOS | SPA | BRH | FUJ | SEL |     |     |     |     |     |     |     |
| 1985   | Angelo Pallavicini Carma            | BMW M1 Alba AR2                 |     |     |     | DNF | DNF |     |     |     |     |     |     |     |     |     |     |     |     |
| 1986   | Taverna Technoracing                | Alba AR3                        | MON | SIL | LEM | NÜN | BRH | JER | NÜR | SPA | FUJ |     |     |     |     |     |     |     |     |
| 1986   | Taverna Technoracing                | Alba AR3                        | DNF |     |     |     |     |     |     |     |     |     |     |     |     |     |     |     |     |